# Védd magad!
A Védd magad! (eredeti cím: Find Me Guilty) 2006-ban bemutatott amerikai életrajzi-bűnügyi film. Az amerikai történelem leghosszabb maffiaperének valós története alapján a forgatókönyvet Sidney Lumet írta, aki a filmet is rendezte. A főszerepben Vin Diesel, Peter Dinklage, Linus Roache, Alex Rocco és Ron Silver látható. A film 2006. március 17-én jelent meg.
A tárgyalótermi tanúvallomások nagy részét az eredeti bírósági jegyzőkönyvekből idézték.

## Cselekmény
Jackie DiNorsciót, akit mindenki csak Jackie Di néven ismer, saját unokatestvére, Tony Compagna lövi le. Miután kiengedik a kórházból, letartóztatják egy drogügyletben, és 30 év börtönre ítélik. Közben unokatestvére, Jackie bosszújától tartva, az FBI-nak megadja magát.
A RICO-törvény alapján egy jelentős ügyet készítenek elő a Calabrese család ellen. Felajánlják Jackie-nek is az együttműködést, enyhítésért cserébe, de ő visszautasítja. Végül a Calabrese család 20 másik tagjával együtt vádat emelnek ellene. Mivel legutóbbi ügyvédje nem igazán tudott segíteni neki, Jackie úgy dönt, hogy ő védi magát a bíróságon.
Jackie vicces és vulgáris viselkedése alkalmanként szórakoztatja az esküdteket, de folyamatosan irritálja a bírót, az ügyvédeket, a tanúkat és a vádlottakat, beleértve a maffiába tartozó barátait is. Ahogy a hetekből hónapok lesznek, a bírósági ügy maratoni üggyé válik. Egy ebédszünetben a keresztapa, Nick Calabrese megfenyegeti, Finestein bíró pedig többször is bírósági eljárás megsértése miatt figyelmezteti a karizmatikus maffiózót.
Több hónap után Jackie a szó szoros értelmében cirkuszi eseménnyé változtatja a tárgyalótermet, a bíró ultimátumot ad neki. Jackie ezután megváltoztatja a stílusát, és megpróbál tisztességesebben viselkedni. A vád kihasznál minden lehetőséget és Jackie gyengeségét. A Tony Compagna kihallgatása előtti vetkőztetés során a helyzet elfajul, és Jackie-t megverik az őrök. Sérülten jelenik meg a tárgyalóteremben, de a bíró kérdéseire nem válaszol, azt állítja, hogy elesett. Később tartózkodik attól, hogy keresztkérdéseket tegyen fel drogfüggő unokatestvérének.
Két év elteltével a tárgyalás véget ér, és a vád és a védelem elmondja záróbeszédét. A család védőügyvédje arra hivatkozik, hogy a vádlottak csak azért állnak bíróság előtt, mert olaszok, és hogy semmi sem bizonyított. Jackie könyörög az esküdtszéknek, hogy ne a barátait büntessék meg, és ne szakítsák el őket a családjuktól, hanem inkább találják őt egyedül bűnösnek, hiszen úgyis 30 évet kell letöltenie. A szenzációs 14 órás tanácskozás után az esküdtszék felmenti az egész maffiacsaládot. Jackie visszatér a börtönbe, ahol a rabtársaitól tapsot kap.
A stáblista alatt megemlítik, hogy Jackie DiNorscio összesen 17 évet ült börtönben, soha nem működött együtt a hatóságokkal, és a börtönbüntetés után visszatért a családjához. A film forgatása közben, 2004-ben halt meg.

## Szereplők
| Szerep                | Színész              | Magyar hang        |
| --------------------- | -------------------- | ------------------ |
| Jackie DiNorscio      | Vin Diesel           | Selmeczi Roland    |
| Ben Klandis           | Peter Dinklage       | Háda János         |
| Sean Kierney          | Linus Roache         | Epres Attila       |
| Sidney Finestein bíró | Ron Silver           | Kertész Péter      |
| Bella DiNorscio       | Annabella Sciorra    | Kéri Kitty         |
| Nick Calabrese        | Alex Rocco           | Fülöp Zsigmond     |
| Rizzo                 | Jerry Adler          |                    |
| Tony Compagna         | Raúl Esparza         |                    |
| Max Novardis          | Richard Portnow      | Kristóf Tibor      |
| Marina DiNorscio      | Aleksa Palladino     | Mezei Kitty        |
| Chris Newberger       | Robert Stanton       | Schnell Ádám       |
| Sara Stiles           | Marcia Jean Kurtz    | Menszátor Magdolna |
| Jerry McQueen         | Domenick Lombardozzi |                    |
| Harry Bellman         | Josh Pais            | Balázsi Gyula      |

## Megjelenés
A Védd magad!-at 2006. március 17-én mutatták be a mozikban. A filmet DVD-n 2006. június 27-én adták ki. A film Spanyolországban 2011. augusztus 31-én, az Amerikai Egyesült Államokban pedig 2012. október 9-én jelent meg Blu-ray-en.

## Bevétel
A rossz marketing miatt[forrás?] a film rosszul teljesített a jegypénztáraknál; első hétvégéjén mindössze 608.804 dollárt keresett (439 mozi, mozinként átlagosan 1386 dollár). A hazai piacon 1.173.643 dollárt, a tengerentúlon pedig 1.457.700 dollárt hozott, összesen 2.631.343 dollárt termelt. A film költségvetése 13 millió dollár volt.

## Fordítás
- Ez a szócikk részben vagy egészben  a   Find Me Guilty című angol Wikipédia-szócikk fordításán alapul.  Az eredeti cikk szerkesztőit annak laptörténete sorolja fel. Ez a jelzés csupán a megfogalmazás eredetét és a szerzői jogokat jelzi, nem szolgál a cikkben szereplő információk forrásmegjelöléseként.
- Ez a szócikk részben vagy egészben  a   Find Me Guilty – Der Mafiaprozess című német Wikipédia-szócikk fordításán alapul.  Az eredeti cikk szerkesztőit annak laptörténete sorolja fel. Ez a jelzés csupán a megfogalmazás eredetét és a szerzői jogokat jelzi, nem szolgál a cikkben szereplő információk forrásmegjelöléseként.